# Віктор Печчі
Віктор Печчі (ісп. Víctor Pecci; нар. 15 жовтня 1955) — колишній парагвайський тенісист.
Найвищу одиночну позицію світового рейтингу — 9 місце досяг 24 березня 1980, парну — 13 місце — 9 квітня 1979 року.
Здобув 10 одиночних та 12 парних титулів.
Найвищим досягненням на турнірах Великого шолома був фінал в одиночному розряді.
Завершив кар'єру 1990 року.

## Фінали турнірів Великого шолома

### Одиночний розряд: 1 (1 поразка)
| Результат | Рік  | Турнір                               | Покриття | Суперник   | Рахунок                 |
| --------- | ---- | ------------------------------------ | -------- | ---------- | ----------------------- |
| Поразка   | 1979 | Відкритий чемпіонат Франції з тенісу | Ґрунт    | Б'єрн Борг | 3–6, 1–6, 7–6(8–6), 4–6 |

## Виступи в одиночних турнірах Великого шолома
| W | Ф | ПФ | ЧФ | #Р | КТ | К# | DNQ | A | NH |

| Турнір                                 | 1974 | 1975 | 1976 | 1977 | 1977 | 1978 | 1979 | 1980 | 1981 | 1982 | 1983 | 1984 | 1985 | 1986 | Career W-L |
| -------------------------------------- | ---- | ---- | ---- | ---- | ---- | ---- | ---- | ---- | ---- | ---- | ---- | ---- | ---- | ---- | ---------- |
| Відкритий чемпіонат Австралії з тенісу |      |      |      |      |      |      |      | 2р   |      | 1р   |      |      |      | NH   | 1–2        |
| Відкритий чемпіонат Франції з тенісу   | 1р   | К3р  |      | 1р   | 1р   | 4р   | Ф    | 2р   | ПФ   | 2р   | 2р   | 1р   | 1р   | 1р   | 17–11      |
| Вімблдонський турнір                   | К3р  | 2р   | 2р   |      |      | 1р   | 3р   | 3р   | 1р   |      |      |      | 1р   |      | 6–7        |
| Відкритий чемпіонат США з тенісу       |      | 1р   | 2р   | 1р   | 1р   | 2р   | 3р   | 2р   |      |      |      |      | 1р   |      | 5–7        |
| В-П                                    | 0–1  | 1–2  | 2–2  | 0–2  | 0–2  | 4–3  | 10–3 | 5–4  | 5–2  | 1–2  | 1–1  | 0–1  | 0–3  | 0–1  | 29–27      |

Нотатка: 1977 року Відкритий чемпіонат Австралії відбувся двічі: в січні та грудні.

## Фінали за кар'єру

### Одиночний розряд: 22 (10–12)
| Результат | В-П   | Рік  | Турнір                                      | Покриття | Суперник            | Рахунок                 |
| --------- | ----- | ---- | ------------------------------------------- | -------- | ------------------- | ----------------------- |
| Перемога  | 1–0   | 1976 | Мадрид, Іспанія                             | Ґрунт    | Ерік Деблікер       | 7–5, 7–6, 3–6, 2–6, 6–4 |
| Перемога  | 2–0   | 1976 | Берлін, Західна Німеччина                   | Тверде   | Ганс-Юрген Поманн   | 6–1, 6–2, 5–7, 6–3      |
| Поразка   | 2–1   | 1977 | Мюнхен, Західна Німеччина                   | Ґрунт    | Желько Франулович   | 1–6, 1–6, 7–6, 5–7      |
| Перемога  | 3–1   | 1978 | Богота, Колумбія                            | Ґрунт    | Рольф Герінг        | 6–4, 3–6, 6–3, 6–3      |
| Поразка   | 3–2   | 1978 | Буенос-Айрес, Аргентина                     | Ґрунт    | Хосе Луїс Клерк     | 4–6, 4–6                |
| Поразка   | 3–3   | 1978 | Сантьяго, Чилі                              | Ґрунт    | Хосе Луїс Клерк     | 6–3, 3–6, 1–6           |
| Перемога  | 4–3   | 1979 | Ніцца, Франція                              | Ґрунт    | Джон Александер     | 6–3, 6–2, 7–5           |
| Поразка   | 4–4   | 1979 | Відкритий чемпіонат Франції з тенісу, Париж | Ґрунт    | Б'єрн Борг          | 3–6, 1–6, 7–6, 4–6      |
| Поразка   | 4–5   | 1979 | Лондон Queen's Club, Велика Британія        | Трава    | Джон Макінрой       | 7–6, 1–6, 1–6           |
| Поразка   | 4–6   | 1979 | Вашингтон, США                              | Ґрунт    | Гільєрмо Вілас      | 6–7(4–7), 6–7(3–7)      |
| Перемога  | 5–6   | 1979 | Кіто, Еквадор                               | Ґрунт    | Хосе Їгерас         | 2–6, 6–4, 6–2           |
| Перемога  | 6–6   | 1979 | Богота, Колумбія                            | Ґрунт    | Хайро Веласко стар. | 6–3, 6–4                |
| Поразка   | 6–7   | 1979 | Йоганесбурґ, ПАР                            | Тверде   | Ендрю Паттісон      | 6–2, 3–6, 2–6, 3–6      |
| Поразка   | 6–8   | 1980 | Кіто, Еквадор                               | Ґрунт    | Хосе Луїс Клерк     | 4–6, 6–1, 8–10          |
| Перемога  | 7–8   | 1980 | Сантьяго, Чилі                              | Ґрунт    | Крістоф Фресс       | 4–6, 6–4, 6–3           |
| Перемога  | 8–8   | 1981 | Вінья-дель-Мар, Чилі                        | Ґрунт    | Хосе Їгерас         | 6–4, 6–0                |
| Поразка   | 8–9   | 1981 | Мар-дель-Плата, Аргентина                   | Ґрунт    | Гільєрмо Вілас      | 6–2, 3–6, 1–2 ret.      |
| Перемога  | 9–9   | 1981 | Борнмут, Англія                             | Ґрунт    | Балаж Тароці        | 6–3, 6–4                |
| Поразка   | 9–10  | 1981 | Рим, Італія                                 | Ґрунт    | Хосе Луїс Клерк     | 3–6, 4–6, 0–6           |
| Перемога  | 10–10 | 1983 | Вінья-дель-Мар, Чилі                        | Ґрунт    | Хайме Фійоль        | 2–6, 7–5, 6–4           |
| Поразка   | 10–11 | 1984 | Кіцбюель, Австрія                           | Ґрунт    | Хосе Їгерас         | 5–7, 6–3, 1–6           |
| Поразка   | 10–12 | 1985 | Ніцца, Франція                              | Ґрунт    | Анрі Леконт         | 4–6, 4–6                |

### Парний розряд: 18 (12–6)
| Результат | В-П  | Рік  | Турнір                     | Покриття   | Партнер            | Суперники                        | Рахунок       |
| --------- | ---- | ---- | -------------------------- | ---------- | ------------------ | -------------------------------- | ------------- |
| Поразка   | 0–1  | 1976 | Норт-Конвей, США           | Ґрунт      | Рікардо Кано       | Браян Готтфрід Рауль Рамірес     | 3–6, 0–6      |
| Перемога  | 1–1  | 1976 | Сан-Паулу, Бразилія        | Килим (i)  | Літо Альварес      | Рікардо Кано Белус Прахокс       | 6–4, 3–6, 6–3 |
| Перемога  | 2–1  | 1978 | Мілан, Італія              | Килим (i)  | Хосе Їгерас        | Войцех Фібак Рауль Рамірес       | 5–7, 7–6, 7–6 |
| Поразка   | 2–2  | 1978 | Гамбург, Західна Німеччина | Ґрунт      | Антоніо Муньйос    | Войцех Фібак Том Оккер           | 2–6, 4–6      |
| Перемога  | 3–2  | 1978 | Мастерс Рим, Італія        | Ґрунт      | Белус Прахокс      | Ян Кодеш Томаш Шмід              | 6–7, 7–6, 6–1 |
| Перемога  | 4–2  | 1978 | Луїсвілл, США              | Ґрунт      | Войцех Фібак       | Віктор Амая Джон Джеймс          | 6–4, 6–7, 6–4 |
| Перемога  | 5–2  | 1978 | Бостон, США                | Ґрунт      | Балаж Тароці       | Гайнц Ґюнтгардт Вен Вінітскі     | 6–3, 3–6, 6–1 |
| Перемога  | 6–2  | 1978 | Відень, Австрія            | Тверде (i) | Балаж Тароці       | Боб Г'юїтт Фрю Макміллан         | 6–3, 6–7, 6–4 |
| Поразка   | 6–3  | 1978 | Богота, Колумбія           | Ґрунт      | Ганс Гільдемайстер | Альваро Фільйоль Хайме Фійоль    | 4–6, 3–6      |
| Перемога  | 7–3  | 1978 | Сантьяго, Чилі             | Ґрунт      | Ганс Гільдемайстер | Альваро Фільйоль Хайме Фійоль    | 6–4, 6–3      |
| Поразка   | 7–4  | 1979 | Монте-Карло, Монако        | Ґрунт      | Балаж Тароці       | Іліє Настасе Рауль Рамірес       | 3–6, 4–6      |
| Поразка   | 7–5  | 1980 | Палермо, Італія            | Ґрунт      | Балаж Тароці       | Джанні Оклеппо Рікардо Ікаса     | 2–6, 2–6      |
| Перемога  | 8–5  | 1981 | Борнмут, Англія            | Ґрунт      | Рікардо Кано       | Бастер Моттрам Томаш Шмід        | 6–4, 3–6, 6–3 |
| Перемога  | 9–5  | 1983 | Флоренція, Італія          | Ґрунт      | Франсіско Гонсалес | Домінік Бедель Бернар Фріц       | 4–6, 6–4, 7–6 |
| Перемога  | 10–5 | 1983 | Мастерс Рим, Італія        | Ґрунт      | Франсіско Гонсалес | Ян Гуннарссон Майк Ліч           | 6–2, 6–7, 6–4 |
| Перемога  | 11–5 | 1983 | Венеція, Італія            | Ґрунт      | Франсіско Гонсалес | Стів Крулевітс Золтан Кухарський | 6–1, 6–2      |
| Поразка   | 11–6 | 1984 | Барселона, Іспанія         | Ґрунт      | Мартін Хайте       | Павел Сложил Томаш Шмід          | 2–6, 0–6      |
| Перемога  | 12–6 | 1985 | Washington Open, США       | Ґрунт      | Ганс Гільдемайстер | Девід Ґрем Балаж Тароці          | 6–3, 1–6, 6–4 |